# صادقیه (کرمانشاه)
صادقیه نام محله‌ای در جنوب غربی شهر کرمانشاه است که در منطقۀ ۱ شهرداری کرمانشاه قرار گرفته‌است.

## موقعیت و دسترسی
محلۀ صادقیه در جنوب غربی شهر کرمانشاه و جدای از بدنۀ اصلی شهر قرار گرفته‌است. ورودی این محله در انتهای خیابان لشکر، سه راه دلگشا (نرسیده به میدان فردوسی) قرار گرفته‌است.

## محدودۀ محله
محلۀ صادقیه از سمت جنوب و شرق به زمین‌های خالی اطراف شهر می‌رسد و حریم شهر کرمانشاه را شکل می‌دهد. در ضلع غربی این محله با فاصله‌ای کم درۀ سرآب قنبر و باغ‌های آن قرار دارند. از سمت شمال جاده‌ای به طول تقریبی ۳۰۰ متر وجود دارد که صادقیه را به شهر کرمانشاه متصل می‌کند. دو سوی این جاده را تپه‌ها و زمین‌های خالی احاطه کرده‌اند.

## ویژگی‌ها
مساحت محلۀ صادقیه ۳۴ هکتار است. 
بر اساس داده‌های آماری شرکت «مهندسین ایران آمایش» در سال ۱۳۶۴ جمعیت محلۀ صادقیه در حدود ۱۰۰۰ نفر در قالب ۳۰۰ خانوار بوده‌است. هم‌اکنون در حدود ۱۴۰۰ خانوار در این محله زندگی ‌می‌کنند و جمعیت آن در حدود ۷،۰۰۰ نفر برآورد شده‌است.

## معابر
صادقیه دارای یک خیابان اصلی است که در امتداد جادۀ اصلی ورودی محله قرار دارد. این خیابان به دو شاخه تقسیم می‌شود که یکی به سمت غرب صادقیه و دیگری به سمت شرق محله می‌رود. مسیر سمت شرق خیابان اصلی خود به دو خیابان فرعی تقسیم می‌شود که یکی به سمت شرق و دیگری به سمت جنوب شرقی صادقیه امتداد می‌یابند.

## فضاهای فرهنگی، آموزشی و ورزشی
در محلۀ صادقیه یک پیش‌دبستانی و مهد کودک، یک دبستان، یک دبیرستان دخترانه (دورۀ اول) و یک دبیرستان (دوره اول و دوم) قرار دارند. هیچ فضای فرهنگی و هنری از قبیل فرهنگسرا، سرای محله، کتابخانه و یا فضاهایی برا آموزش‌های فرهنگی، هنری و مهارت‌آموزی در صادقیه وجود ندارد. علاوه بر این هیچ فضایی ورزشی نیز در صادقیه وجود ندارد.

## فضای سبز
پارک کوچکی با مساحت ۴۵۰۰ متر در ورودی صادقیه ساخته شده‌است. در ضلع شمالی این پارک فضای بازی کودکان و وسایل بازی کودکان مانند تاب و سرسره قرار دارد. قسمت دیگر پارک نیز به فضای چمن‌کاری اختصاص یافته که به مکانی برای سالمندان تبدیل شده‌است.

## تاریخچه
در گذشته در مکان محلۀ صادقیه در جنوب غربی شهر کرمانشاه، روستایی وجود داشت که با توسعۀ شهر در محدوده شهر قرار گرفت. این روستا به دلیل قیمت پایین زمین به مکان مناسبی برای مهاجرانی تبدیل شد که با افول زندگی روستایی و رشد اقتصاد شهری به شهر کرمانشاه مهاجرت می‌کردند. به تدریج این روستا بافتی نیمه‌شهری پیدا کرد. به مرور زمان بخش‌هایی از طبقۀ کارگر کُرد همچون کارگران کم‌درآمد، کارگران فصلی و دستفروش‌ها که سرمایۀ اندکی داشتند و توانایی اجاره یا خرید خانه در محلات مناسب شهر را نداشتند به ساکنان اولیۀ روستا و نیز مهاجران روستایی دیگر اضافه شدند.
شکل‌گیری این محله در دهۀ ۱۳۶۰ اتفاق افتاد. از همان زمان به دلیل کمبود امکانات و زیرساخت‌های شهری در محله نام «کچل‌آباد» بر روی آن گذاشته‌شد که در اصطلاح به منطقه‌ای گفته می‌شود که عاری از امکانات است. از زمان شکل‌گیری محلۀ صادقیه در دهۀ ۱۳۶۰ تاکنون چیزی به امکانات محله اضافه نشده‌است.